# Erbschaftsteuer in Luxemburg
In Luxemburg fällt, soweit der Erblasser dort seinen Wohnsitz hatte, beim Erwerb von Todes wegen eine Erbschaftsteuer an,  die in Form einer Nachlasssteuer erhoben wird, wenn ein im Ausland wohnender  Erblasser in Luxemburg gelegene Grundstücke vererbt.  Eine der Schenkungsteuer vergleichbare Registersteuer wird für notariell beurkundete unentgeltliche Zuwendungen unter Lebenden erhoben.

## Erbschaftsteuerpflicht
Die Erbschaftsteuerpflicht besteht für Erwerbe von in Luxemburg wohnhaften Erblassern in Bezug auf sich in Luxemburg befindendes Vermögen (Grundstücke und bewegliches Vermögen) sowie für das ausländische bewegliche Vermögen des Erblassers; ausländischer Grundbesitz unterliegt nicht der Erbschaftsteuer. Weist der Erbe nach, dass er für den Erwerb des ausländischen beweglichen Vermögens im Ausland zur Erbschaftsteuer herangezogen wurde, so entfällt auch insoweit die luxemburgische Steuerpflicht. Schenkungen von grundsätzlich der Erbschaftsteuer unterliegenden Gegenständen, die der Erblasser binnen Jahresfrist vor seinem Tod dem Erben gemacht hat, werden dem Nachlass hinzugerechnet, es sei denn, dass die Schenkung beurkundet wurde, infolgedessen aber eine Registersteuer anfällt. Die erworbenen Gegenstände müssen mit dem Verkehrswert bewertet werden. Die Schulden des Erblassers und die anlässlich des  Todes anfallenden Kosten werden davon abgezogen.

## Nachlasssteuer
Hatte der Erblasser seinen Wohnsitz nicht in Luxemburg, so unterliegen in Luxemburg gelegene Grundstücke, die zu seinem Nachlass gehören, einer Nachlasssteuer. Die Steuer wird in diesem Fall aufgrund des Verkehrswertes der Grundstücke erhoben, ohne dass Nachlassverbindlichkeiten, auch nicht solche, die auf dem Grundbesitz lasten, abgezogen werden können.

## Registersteuer
Eine eigentliche Schenkungsteuer kennt Luxemburg nicht. Schenkungen sind jedoch grundsätzlich formbedürftig und müssen von einem Notar beurkundet werden,  es sei denn, es handelt sich um so genannte Handschenkungen, die unmittelbar mit dem Schenkungsakt vollzogen werden. Grundstücksschenkungen bedürfen stets der Beurkundung. Bezieht sich die Beurkundung auch auf sich im Ausland befindendes bewegliches Vermögen, so unterliegt auch dieses der Registersteuer.

## Steuerklassen
Alle Formen der Erbschaft-, Nachlass- und Registersteuer werden in Abhängigkeit vom verwandtschaftlichen Verhältnis des Zuwendungsempfängers zum Erblasser oder Schenker erhoben. Hierzu werden folgende Steuerklassen gebildet:
- Ehegatten oder Partner, die durch eine Partnerschaftserklärung verbunden sind, die über drei Jahre vor dem Eintritt des Erbfalls (oder der Schenkung) eingetragen wurde mit gemeinsamen Kindern  oder solche Ehegatten und Partner ohne gemeinsame Kinder
- Verwandte in direkter Linie (Eltern, Kinder, Großeltern, Kindeskinder)
- Geschwister
- Onkel, Tanten, Neffen, Nichten
- Großonkel, Großtanten, Großneffen und Großnichten
- Alle übrigen Verwandten und Dritte

## Steuersätze
Bei den Steuersätzen unterscheidet das Luxemburger Recht zwischen den möglichen Rechtsgründen des Erwerbs, wobei je nachdem, ob der Erwerb über den kraft gesetzlicher Erbfolge vorgesehenen Umfang hinausgeht oder nicht, unterschiedliche Sätze zur Anwendung kommen. Soweit Verwandte gerader Linie nicht mehr erben, als ihnen gesetzlich zustünde, entfällt jede Erbschaftsteuer (nicht jedoch die Nachlass- oder Registersteuer). Gleiches gilt für Ehegatten und seit mehr als drei Jahren eingetragene Lebenspartner, soweit sie mit dem verstorbenen Partner gemeinsame Kinder haben.
Es kommen die sich aus der nachfolgenden Tabelle ergebenden Basissteuersätze zur Anwendung. Diese gelten für Erbschaften bis zu einem Wert von 10.000 Euro. Für darüber hinausgehende Werte bildet das Steuerrecht 22 Abschnitte, bis zu 50.000 Euro in 10.000-Euro-Schritten, darüber hinausgehend in größeren Schritten bis zu 1.750.000 Euro, und schlägt dem Basissteuersatz je Schritt 1/10 zu, wodurch sich in der höchsten Steuerklasse (entfernte Verwandte und Dritte) ein Höchststeuersatz (für Nachlässe größer als 1.750.000 Euro) von 48 % ergibt (15 % + 22/10 von 15 %). Beim Erwerb eines vom Erblasser selbst genutzten Hauses sind die Zuschläge geringer.
| Steuerklasse                         | Erbschaft- steuer gesetzl. Erbteil | Erbschaft- steuer > als gesetzl. Erbteil | Nachlass- steuer | Höchstsatz Erbschaft- und Nachlasssteuer | Register- steuer |
| ------------------------------------ | ---------------------------------- | ---------------------------------------- | ---------------- | ---------------------------------------- | ---------------- |
| Ehegatten, Lebenspartner mit Kindern | 0                                  | 0                                        | 5 %              | 16 %                                     | 1,8 %            |
| Ehegatten, Lebenspartner ohne Kinder | 5 %                                | 5 %                                      | 5 %              | 16 %                                     | 2,4 %            |
| Kinder, Enkel, Eltern                | 0                                  | 2,5 – 5 %                                | 2 %              | 16 %                                     | 2,0 %            |
| Geschwister                          | 6 %                                | 15 %                                     | 6 %              | 19,2 % / 48 %                            | 6,0 %            |
| Onkel, Tante usw.                    | 9 %                                | 15 %                                     | 9 %              | 28,8 % / 48 %                            | 7,2 %            |
| Großonkel, Großtante usw.            | 10 %                               | 15 %                                     | 15 %             | 32,0 % / 48 %                            | 8,4 %            |
| Andere                               | 15 %                               | 15 %                                     | 15 %             | 48 %                                     | 14,4 %           |

Die Gemeinde Luxemburg-Stadt erhebt bei Schenkungen von dort gelegenen Grundstücken noch einen Zuschlag von 50 %.

## Steuervergünstigungen
Nur die Ehegatten und seit länger als drei Jahren eingetragene Lebenspartner erhalten, soweit sie überhaupt erbschaftsteuerpflichtig sind, einen Freibetrag von 38.000 Euro. Generell sind Erbschaften unter 1.250 Euro erbschaftsteuerfrei. Bei der Registersteuer gibt es keine Freibeträge. Freibeträge oder Begünstigungen bei der Übertragung von Betriebs- oder anderem Vermögen sind nicht vorhanden. Zuwendungen an Gemeinden, öffentliche Einrichtungen und mildtätige Organisationen werden mit 4 %, an sonstige gemeinnützige Institutionen und Kirchen mit 6 % besteuert.

## Allgemeines
Die Erbschaftsteuererklärung ist von jedem Erben innerhalb von sechs Monaten einzureichen, die Frist verlängert sich auf acht Monate, wenn der Erblasser im europäischen Ausland verstorben ist, bei einem Tod auf anderen Kontinenten auf 12 (Amerika) bzw. 24 Monate (Asien, Afrika).
Luxemburg hat keine Doppelbesteuerungsabkommen im Bereich der Erbschaftsteuern abgeschlossen. Im Ergebnis sind aber Doppelbesteuerungen in Bezug auf sich im Ausland befindendes Vermögen aus luxemburgischer Sicht durch den Verzicht auf die Besteuerung von ausländischem Grundvermögen sowie im Falle der ausländischen Besteuerung von dortigem beweglichen Vermögen ausgeschlossen.
Am gesamten Steueraufkommen waren 2006 die Erbschaftsteuer mit 0,61 % und die Nachlasssteuer mit 2,05 % beteiligt.